# Слатина (район)
Вижте пояснителната страница за други значения на Слатина.
„Слатина“  е един от 24-те административни района на Столична община. Включва кварталите „Слатина“, „Христо Ботев“, „Христо Смирненски“, „Редута“, „Гео Милев“ и малка част от „Яворов“, също летище София и Складово-производствена зона Слатина (СПЗ Слатина). Районът обхваща територия от 1325 хектара.
Към 15 юни 2023 г. в района живеят 71 008 души по настоящ адрес и 73 552 души по постоянен адрес.
Кмет е Георги Илиев (Демократична България).

## Разположение  и география
Районът се намира в източната част на града и има следните граници:
- на запад – бул. „Михай Еминеску“ и бул. „Ситняково“
- на север – бул. „Мадрид“, ул. „Боян Магесник“, ул. „Слатинска река“, ул. „Владимир Минков-Лотко“, ул. „Георги Спасов“, ул. „Витиня“, ул. „Стоян Попов“, ул. „528-ма“, ул. „Летоструй“, бул. „Източна тангента“, бул. „Ботевградско шосе“ и границата с район „Кремиковци“
- на изток – река Искър и бул. „Брюксел“
- на юг, югоизток – бул. „Асен Йорданов“ и „бул. Цариградско шосе“

В район „Слатина“ се намира една от най-силно изразените по изпъкналост (спрямо обкръжението си) точки в София. Това е е отразено и в името на съответния квартал – „Редута“, произлизащо от отбранителните съоражения, някога заемали възвишението.

## Квартали
Следните квартали са част от Район „Слатина“
- Аерогарата (Карта) – основната част
- БАН IV километър (Карта)
- Гео Милев (Карта)
- Подуяне (Карта) – източната половина („Редута“)
- Слатина (Карта)
- Христо Ботев (Карта)
- Христо Смирненски (Карта)
- Яворов (Карта) – югоизточната половина

Районът включва още парка „Гео Милев“ (Карта).

## Население

### Етнически състав
Преброяване на населението през 2011 г.
Численост и дял на етническите групи според преброяването на населението през 2011 г.:
|                     | Численост | Дял (в %) |
| Общо                | 66 702    | 100.00    |
| Българи             | 56 274    | 84.36     |
| Турци               | 292       | 0.43      |
| Цигани              | 522       | 0.78      |
| Други               | 435       | 0.65      |
| Не се самоопределят | 850       | 1.27      |
| Неотговорили        | 8329      | 12.48     |

## Галерия
|                            |
| Сградата на община Слатина |

|                     |
| Църквата Св. Троица |